# Vlag van Brederwiede

Vlag van Brederwiede (1974-2001)

De vlag van Brederwiede werd op 12 februari 1974 door de gemeenteraad vastgesteld als de gemeentelijke vlag van de Overijsselse gemeente Brederwiede. 
Op 1 januari 2001 werd de gemeente opgeheven en ging deze op in Steenwijkerland, toen nog Steenwijk genaamd. Hierdoor kwam de gemeentevlag te vervallen. 

## Beschrijving
De beschrijving luidt: 
Een vlag waarbij de lengte en de hoogte zich onderling verhouden als drie staat tot twee, gekwartierd van rood en zwart op 1/3 van de vlaglengte vanaf de broeking, de broektop beladen met een witte zeilende punter.
De kleuren en de indeling zijn afgeleid van het wapen. Het schip verwijst naar de waterrijke omgeving.

## Verwant symbool

Wapen van Brederwiede

Ambt Delden 
· Avereest 
· Bathmen 
· Blokzijl 
· Brederwiede 
· Den Ham 
· Denekamp 
· Diepenheim 
· Diepenveen 
· Genemuiden 
· Goor 
· Gramsbergen 
· Hasselt 
· Heino 
· Holten 
· IJsselham 
· IJsselmuiden 
· Markelo 
· Nieuwleusen 
· Noordoostpolder 
· Olst 
· Ootmarsum 
· Rijssen 
· Stad Delden 
· Steenwijk 
· Steenwijkerwold 
· Urk 
· Vollenhove 
· Vriezenveen 
· Wanneperveen 
· Weerselo
· Wijhe 
· Zwartsluis 
· Zwollerkerspel